# Not Shy
Not Shy är den tredje EP-skivan av den sydkoreanska tjejgruppen Itzy, utgiven den 17 augusti 2020 av JYP Entertainment. Den finns tillgänglig i tre versioner och innehåller sex spår, däribland skivans ledsingel med samma namn. EP:n markerar en utveckling gällande musikproduktion och samarbete då gruppen började arbeta med välkända hitmakare som låtskrivaren Kenzie från SM Entertainment och producenterna LDN Noise. Musikaliskt sett är Not Shy en k-pop-skiva med influenser från poprock och hiphop.

## Låtlista
| Nr           | Titel             | Text                  | Musik                                                             | Arrangemang                              | Längd |
| ------------ | ----------------- | --------------------- | ----------------------------------------------------------------- | ---------------------------------------- | ----- |
| 1.           | Not Shy           | J.Y. Park             | Kobee, Charlotte Wilson                                           | J.Y. Park, Kobee, earattack              | 2:58  |
| 2.           | Don't Give a What | Lee Seuran            | Lee Woo Min "collapsedone", Justin Reinstein, JJean, 엘에이촌놈들 | Lee Woo Min "collapsedone", 엘에이촌놈들 | 3:17  |
| 3.           | Louder            | Dr.JO                 | Kairos                                                            | Kairos                                   | 3:22  |
| 4.           | iD                | MosPick, Young Chance | MosPick, Young Chance                                             | MosPick                                  | 3:27  |
| 5.           | Surf              | danke (lalala studio) | Greg Bonnick, Hayden Chapman, Cazzi Opeia, Ellen Berg             | LDN Noise                                | 3:14  |
| 6.           | Be in Love        | Kenzie                | Kenzie, Caesar & Loui, Cazzi Opeia                                | Kenzie, Caesar & Loui, Cazzi Opeia       | 3:21  |
| Total längd: | Total längd:      | Total längd:          | Total längd:                                                      | Total längd:                             | 19:36 |

## Listplaceringar
| Lista (2020)                       | Högsta placering |
| ---------------------------------- | ---------------- |
| Belgien (Ultratop Flandern)        | 129              |
| Japan (Oricon)                     | 8                |
| Japan Hot Albums (Billboard Japan) | 73               |
| Polen (ZPAV)                       | 23               |
| Sydkorea (Gaon)                    | 1                |
| USA World Albums (Billboard)       | 8                |